# Haliclona rufescens
Haliclona rufescens är en svampdjursart som först beskrevs av Lawrence Morris Lambe 1892.  Haliclona rufescens ingår i släktet Haliclona och familjen Chalinidae. Inga underarter finns listade i Catalogue of Life.